# Luiza Bernarda de Figueiredo
Luiza Bernarda de Figueiredo, viscondessa e marquesa de Olinda (Rio de Janeiro, 30 de maio de 1808 — Rio de Janeiro, 13 de novembro de 1873) foi uma nobre brasileira.